# Королева Ньяса
Королева Ньяса, или аулонокара Ньяса (лат. Aulonocara nyassae) — тропическая пресноводная рыба из семейства цихловых отряда окунеобразных. Популярная аквариумная рыба.

## Описание
Длина тела до 8 см. Окраска буровато-жёлтая с фиолетовыми поперечными полосами, анальный плавник с маленькими оранжевыми пятнами.

## Ареал и места обитания
Эндемик озера Малави (Восточная Африка). Бентопелагическая рыба. Населяет районы озера с песчаным дном вблизи скал на глубине от 15 м. Там же и размножается.

## Питание
Питается беспозвоночными, обитающими в песке.